# Virola bicuhyba
Virola bicuhyba là một loài thực vật có hoa trong họ Myristicaceae. Loài này được (Schott ex Spreng.) Warb. miêu tả khoa học đầu tiên năm 1895.